# Max Abraham
Max Abraham   (Gdańsk, 26 de març de 1875 - Múnic, 16 de novembre de 1922) va ser un físic i matemàtic alemany.

## Vida i obra
Max Abraham era fill d'una rica família de comerciants jueus. Va estudiar a la universitat de Berlín sota la direcció de Max Planck. Després de obtenir el doctorat el 1897, va ser ajudant de Max Planck durant tres anys. El 1900 va obtenir una plaça docent a la universitat de Göttingen, tot i que sense remuneració.
El 1909 va obtenir una plaça de professor a la universitat d'Illinois, però disgustat pel baix nivell acadèmic, va retornar a Göttingen. L'any següent va ser nomenat professor a la universitat de Milà per invitació de Tullio Levi-Civita, però en esclatar la Primera Guerra Mundial (1914) va retornar a Alemanya. Aquí va treballar per la Telefunken abans de ser nomenat professor a la universitat Tècnica de Stuttgart. El 1922, en ser nomenat professor de la universitat d'Aquisgrà, va patir un tumor cerebral i va morir en poc temps.
Abraham va fer esforços per substituir les lleis de l'electrodinàmica pels de la mecànica Newtoniana. És molt coneguda la seva polèmica (1909) amb Hermann Minkowski sobre el comportament de la llum e entrar en un mitjà òptic. També va utilitzar el formalisme de Minkowski per establir una teoria relativista de la gravitació, tot i que sempre va ser un detractor de la teoria de la relativitat.